# Stiftung Schlesisches Museum zu Görlitz
Die Stiftung Schlesisches Museum zu Görlitz ist eine Stiftung in Deutschland.

## Geschichte
Die Stiftung wurde 1996 als Stiftung bürgerlichen Rechts gegründet.

## Zweck
Zweck ist der Aufbau und der Betrieb eines Museums, „das sich zur zentralen Einrichtung für die Erforschung der Kulturgeschichte Schlesiens in Deutschland, für die Sammlung und Präsentation dinglichen Kulturguts entwickeln soll. Das Museum soll Vergangenheit und Gegenwart der Kulturregion Schlesien bekannt machen und einen Beitrag zur Verständigung zwischen Deutschland, Polen und Tschechien leisten.“
Die Stiftung verfolgt ausschließlich und unmittelbar gemeinnützige Zwecke i.S. des Abschnitts »steuerbegünstigte Zwecke« der Abgabenordnung.

## Organisation
Es gibt folgende Gremien:
- Stiftungsrat: Vorsitzender: Ministerialdirigent Markus Franke, vom Sächsischen Staatsministerium für Wissenschaft, Kultur und Tourismus, als Vertreter des Freistaates Sachsen
- Stiftungsvorstand: Vorsitzende: Agnieszka Gąsior, Direktorin des Schlesischen Museums zu Görlitz
- Wissenschaftlicher Beirat: Vorsitzender: Beate Störtkuhl, Bundesinstitut für Kultur und Geschichte der Deutschen im östlichen Europa

## Förderung
Die Stiftung Schlesisches Museum zu Görlitz wird nach § 96 BVFG gefördert. Laut Bericht der Bundesregierung paritätisch von der Bundesrepublik Deutschland und dem Freistaat Sachsen. Die institutionelle Förderung des Bundes betrug 2021 657.000 Euro und 2022 668.000 Euro. Im Bericht der Bundesregierung von 2023 lautet, dass 2022 „zusätzlich 13.000 Euro aus dem Programm NEUSTART KULTUR und 49.350 Euro im Rahmen des Strukturstärkungsgesetzes Kohleregionen zur Verfügung gestellt [wurden]. Die Stadt Görlitz stellt das Museumsgebäude, den Schönhof am Untermarkt, unentgeltlich zur Verfügung und leistet Bauunterhalt.“